# Joint Chiefs of Staff
Joint Chiefs of Staff (JCS) består af de højeststående officerer i hvert af værnene i det amerikanske forsvar. Den slags grupper, som også kaldes Chiefs of Staff Committees (COSCs) i Commonwealth of Nations, findes også i mange andre lande.

## Historie
Da det amerikanske forsvar voksede voldsomt efter den amerikanske borgerkrig, blev militæroperationer mellem hæren og flåden stadig sværere. Samarbejdet mellem hæren og flåden blev modarbejdet på det taktiske eller det operationelle plan, hvilket stod tydeligt i den spansk-amerikanske krig under i de caribiske kampagner. Et samlet råd for hæren og flåden (Joint Army and Navy Board) blev oprettet i 1903 af præsident Theodore Roosevelt og bestod af repræsentanter fra generalstaben i hæren og flåden. Det blev oprettet for at planlægge fælles operationer og for at løse problemer mellem de to værn.
Uheldigvis havde rådet ikke meget magt i virkeligheden og kunne dårligt påvirke den måde, USA udkæmpede 1. verdenskrig. Efter 1. verdenskrig blev rådet reorganiseret med dem, som havde med planlægning af strategiske operationer at gøre.
Efter angrebet på Pearl Harbor blev rådet igen reorganiseret i 1942. Admiral William D. Leahy forslog en forenet øverste enhed, Joint Chiefs of Staff, som skulle arbejde for koordinerede indsatser og operationer. Den 20. juli 1942 blev Admiral Leahy Chief of Staff to the Commander in Chief of the Army and Navy, hvilket svarer til formand. Han oprettede poster for de forskellige værn, som skulle komme med informationer og sørge for, at de aftale koordinerede operationer blev udført.
De første medlemmer af Joint Chiefs of Staff var:
| Name                                   | Position                                                                                                  | Værn                          |
| -------------------------------------- | --- | ----------------------------- |
| Fleet Admiral William D. Leahy         | Chief of Staff to the Commander in Chief of the Army and Navy og speciel militær rådgiver for præsidenten | United States Navy            |
| General of the Army George C. Marshall | Chief of Staff of the United States Army                                                                  | United States Army            |
| Fleet Admiral Ernest J. King           | Chief of Naval Operations og Commander in Chief of the United States Fleet                                | United States Navy            |
| General of the Army* Henry H. Arnold   | Deputy Army Chief of Staff for Air og Chief of the Army Air Forces                                        | United States Army Air Forces |

*Arnold blev senere forfremmet til General of the Air Force, men hans rang var General of the Army, mens han bar titlen Chief of the Army Air Forces.
Efter 2. verdenskrig blev Joint Chiefs of Staff officielt oprettet gennem National Security Act of 1947. Colin Powell er den eneste afro-amerikaner, som har siddet i Joint Chiefs of Staff. Ingen kvinde har nogensinde siddet i Joint Chiefs of Staff.

## Rolle og ansvar
Efter militær-reorganiseringen i 1986 har Joint Chiefs of Staff ikke længere operationel magt i det amerikanske militær. Ansvaret for militære operationer går fra den amerikanske præsident til forsvarsministeren (Secretary of Defense) direkte til de øverste ledere i de forskellige værn helt udenom Joint Chiefs of Staff.
I dag er Joint Chiefs of Staff primære ansvar at sikre beredskabet, planlægning og træning af de forskellige værn. Joint Chiefs of Staff er rådgiver for den amerikanske præsident og forsvarsministeriet. Formanden for Joint Chiefs of Staff er den øverste militære rådgiver for præsidenten og forsvarsministeren.

## Nuværende Joint Chiefs of Staff
| Position                              | Billede | Navn                   | Værn                       |
| ------------------------------------- | ------- | ---------------------- | -------------------------- |
| Formand for Joint Chiefs of Staff     |         | Gen Joseph F. Dunford  | United States Marine Corps |
| Næstformand for Joint Chiefs of Staff |         | Gen Paul J. Selva      | United States Air Force    |
| Chief of Staff of the Army            |         | Gen Mark A. Milley     | United States Army         |
| Commandant of the Marine Corps        |         | Gen Robert B. Neller   | United States Marine Corps |
| Chief of Naval Operations             |         | Adm John M. Richardson | United States Navy         |
| Chief of Staff of the Air Force       |         | Gen Mark A. Welsh III  | United States Air Force    |
| Chief of the National Guard Bureau    |         | Gen Frank J. Grass     | United States Army         |

* opdateret 14. december 2015

## Yderligere information
- Gillespie, Robert M. The Joint Chiefs of Staff and the Escalation of the Vietnam Conflict, 1964-1965. Masters Thesis, Clemson University, 1994.
- Joint Chiefs of Staff, Organizational Development of the Joint Chiefs of Staff, 1942-1987. Joint Secretariat, Joint Chiefs of Staff, 1988.
- McMaster, H.R. Dereliction of Duty: Lyndon Johnson, Robert McNamara, the Joint Chiefs of Staff, and the Lies that Led to Vietnam. New York: Harper Collins, 1997.
- Perry, Mark Four Stars: The Inside Story of the Forty-Year Battle Between the Joint Chiefs of Staff and America's Civilian Leaders. New Yotk: Houghton Mifflin, 1989, ISBN 0-395-42923-4.
- Rearden, Steven L. History of the Office of the Secretary of Defense. 2 vols. Washington DC: Historical Office, Office of the Secretary of Defense, 1984.
- Schnabel, James F. History of the Joint Chiefs of Staff. The Joint Chiefs of Staff and National Policy 1945-1947. Volume I. (Webside ikke længere tilgængelig) Washington DC: Joint History Office, The Joint Staff, 1996.
- Taylor, Maxwell D. The Uncertain Trumpet. New York: Harper & Row, 1959.